# Comté de Carleton
Pour les articles homonymes, voir Carleton.
Le comté de Carleton est situé à l'ouest du Nouveau-Brunswick. Le comté est séparé en deux par le fleuve Saint-Jean.
Il y avait 26 220 habitants en 2016 contre 26 632 en 2006, soit une diminution de 3,0 %.

Le comté et ses municipalités

## Démographie
| 2001   | 2006   | 2011   | 2016   |
| ------ | ------ | ------ | ------ |
| 27 184 | 26 632 | 27 019 | 26 220 |

## Administration

### Liste des communautés
| Numéro | Nom                        | Statut           | Population estimée (2021) | ±             | Superficie (km²) | Densité |
| ------ | -------------------------- | ---------------- | ------------------------- | ------------- | ---------------- | ------- |
| 76     | Carleton North             | Ville            | 9395                      |               |                  |         |
| 74     | Hartland (partie)          | Ville            | 2649                      |               |                  |         |
| 72     | Lakeland Ridges (partie)   | Village          | 2633                      |               |                  |         |
| DR 12  | Vallée-de-l'Ouest (partie) | District rural   | 1641                      |               |                  |         |
| 73     | Woodstock                  | Ville            | 8625                      |               |                  |         |
|        | Woodstock 23               | Réserve indienne | 327                       | en diminution | 1,77             | 194,7   |

### Ancienne administration territoriale
| Période                                  | Période | Identité           | Étiquette | Qualité |
| ---------------------------------------- | ------- | ------------------ | --------- | ------- |
| 192?                                     | 19??    | Gladstone D. Perry |           |         |
| 18??                                     | 18??    | Charles L. Smith   |           |         |
| 18??                                     | 18??    | Samuel Dickinson   |           |         |
| Les données manquantes sont à compléter. |         |                    |           |         |